# Letní pobřeží

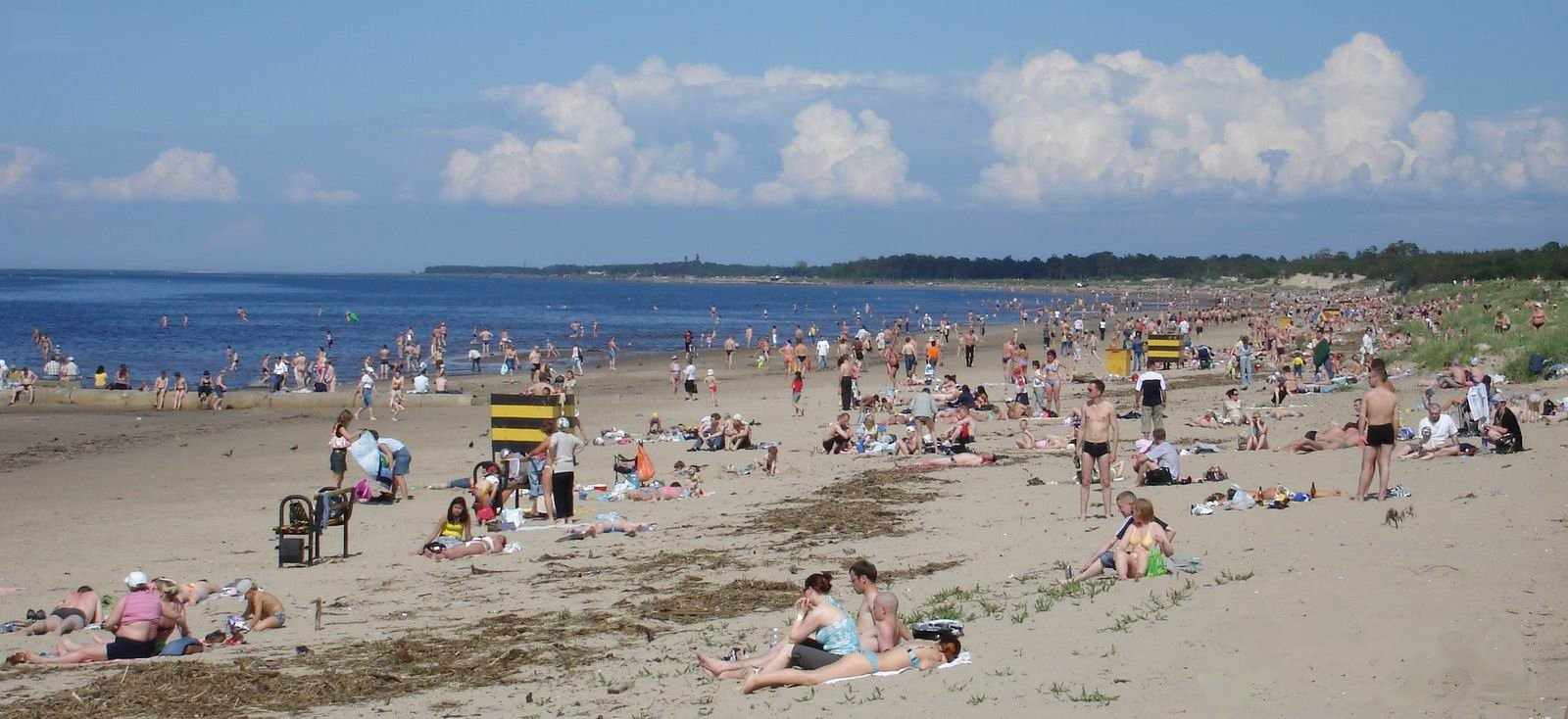
Pláž na ostrově Jagry v Severodvinsku, na Letním pobřeží Bílého moře.

Letní pobřeží (rusky: Летний берег) je pobřežní oblast v Archangelské oblasti na severozápadě Ruska . Nachází se na západní straně Dvinského zálivu v Bílém moři na poloostrově Oněga, mezi deltou Severní Dviny a mysem Uchtnavolok, naproti Zimnímu pobřeží . Názvy odrážejí skutečnost, že Pomorové v Dvinské zátoce lovili v létě a v průběhu zimy zase na Zimním pobřeží.
Ve střední části pobřeží je Unská zátoka, podél pobřeží v jižní části je řada ostrovů, největší z nich je Jagry. Pobřeží je kamenité pouze v severozápadní části. Přibližně na polovině vzdálenosti mezi Žižginským ostrovem a Unskou zátokou jsou převážně písčito-jilové útesy vysoké až 45 m, nad nimiž je hřeben zalesněných hor - Letní hory. 

## Vlastnosti
Díky své izolaci a nepřístupnosti má Letní pobřeží velké množství klimatických pásem s bohatou druhovou rozmanitostí flóry a fauny. Na relativně malém území koexistují různá přírodní a klimatická pásma: tajgové lesy s jedinečnými borovicemi (které car Petr I. Veliký zakázal kácet), reliktní bažiny, krasová jezera a písečné duny pokryté vegetací. 
Velmi různorodě je zastoupena fauna. Na území od mysu Uchtnavolok po maják Chesme poblíž vesnice Letňaja Zolotica v zimě rodí tulení samice na ledových krách. Na jaře sem připlouvají rodit běluhy. Letní pobřeží je také hnízdištěm pro mnoho stěhovavých ptáků. Nachází se zde také největší kolonie rybáků.
Suchozemská fauna je reprezentována typickými obyvateli severoevropské tajgy. Celkem žije na poloostrově Oněga asi 35 druhů savců. Obzvláště rozšířený je medvěd hnědý, kuna lesní, veverka a také aklimatizované a obnovené druhy: norek, ondatra a bobr. Dále tu žije vydra, liška, bílý zajíc, vlk, los, rys, rosomák, tchoř a jezevec. Do řeky Letňaja Zolotica se připlouvají z Bílého moře třít lososi. V této řece žije i perlorodka říční a v minulosti zde byly aktivně sbírány perly.
Na Letním pobřeží je velmi vysoký výskat síh, jejichž ochranu a chov provádí místní klub "Wildlife".
Vzhledem k jedinečnosti přírodních a klimatických podmínek bylo již v dobách SSSR plánováno vytvoření přírodní rezervace, ale došlo k tomu až 23. května 2001 na základě rozhodnutí ruské vlády a za účasti Greenpeace Rusko. Nová národní park byl pojmenován "Oněga Pomoří". Zákon ale vstoupil v platnost až 26. února 2013 a stal se 45. národním parkem v Rusku.

## Jezera
Poloostrov Oněga, který zahrnuje Letní pobřeží, se vyznačuje vysokým poměrem jezer (asi 5%) Celková plocha vodní hladiny jezer je 305,2 km². Celkově je zde více než 2 125 jezer, z nich 34 jezer má rozlohu více než 1 km². 
Většina jezer je ledovcového původu, převládá v nich hloubka 2-3 m. Existují zde ale také větší jezera ledovcově sypkého původu, jejich hloubka zde dosahuje více než 10 metrů.

## Řeky
Řeky protékají hlavně slabě propustnými morénovými skalami. Vzhledem k tomu, že místní bažiny působí jako přírodní filtry, jsou zde řeky krásně čisté a průzračné. 
Na Letním pobřeží je 164 řek a potoků. Největší z nich je řeka Zolitica, která má spolu se svými přítoky povodí velké 1 150 km².
Nejznámější řeky jsou Solza, Ňonoksa, Verchovka, Sjuzma, Jarenga a Lopšenga. 

## Města a osady
Největším městem a nejdůležitějším přístavem na Letním pobřeží je Severodvinsk. Další osady na pobřeží jsou Solza, Ňonoksa, Sjuzma, Krasnaja Gora, Pertominsk, Unsky, Una, Jarenga, Lopšenga, Letny Navalok a Letňaja Zolotica.

## Dějiny
Před třemi tisíci lety začalo osidlování Letního pobřeží. Od 50. let 20. století probíhá neustále archeologický průzkum historie osídlení pobřeží.
Na mnoha místech Letního pobřeží byly nalezeny pracovní a lovecké nástroje, hliněné figurky zvířat a hliněné tabulky s obrazy z této oblasti.
Od poloviny 12. století začali pobřeží osidlovat osadníci z Novgorodu a zatlačovali původní Čudy. Promíšením slovanských a ugrofinských kmenů vznikla unikátní etnografická skupina - Pomorové.